# Inabanga, Bohol
Inabanga là đô thị hạng 3 ở tỉnh Bohol, Philippines. Theo điều tra dân số năm 2007, đô thị này có dân số 43.331 người.

## Các đơn vị hành chính
Inabanga về mặt hành chính được chia thành 50 khu phố (barangay).
| - Anonang - Bahan - Badiang - Baguhan - Banahao - Baogo - Bugang - Cagawasan - Cagayan - Cambitoon - Canlinte - Cawayan - Cogon - Cuaming - Dagnawan - Dagohoy - Dait Sur | - Datag - Fatima - Hambongan - kauway - Ilaud - Ilaya - Ilihan - Lapacan Norte - Lapacan Sur - Lawis - Liloan Norte - Liloan Sur - Lomboy - Lonoy Cainsican - Lonoy Roma - Lutao - Luyo - Mabuhay | - Maria Rosario - Nabuad - Napo - Ondol - Poblacion - Riverside - Saa - San Isidro - San Jose - Santo Niño - Santo Rosario - Sua - Tambook - Tungod - U-og - Ubujan |